# بيتر فيتش
بيتر فيتش هو معماري سويسري ولد في 14 مارس 1943.